# بيت الموتى
بيت الموتى أو ذكريات من منزل الأموات أو مذكرات من البيت الميت (بالروسية: Записки из Мертвого дома) هي إحدى أشهر أعمال الكاتب ديستوفسكي. تتناول الرواية قصة رجل مُدان في معسكر اعتقال في سيبريا.

## الترجمة العربية
صدرت ترجمتان للرواية:
- سامي الدروبي عن اللغة الفرنسية، بعنوان ذكريات من منزل الاموات.
- إدريس الملياني عن اللغة الروسية، بعنوان مذكرات من البيت الميت، المركز الثقافي العربي.

## روابط خارجية
- بيت الموتى على موقع الموسوعة البريطانية (الإنجليزية)